# Celso e Marcionilla
Celso e Marcionilla (grego: Κέλσος & Μαρκιονίλλα) foram uns dos primeiros cristãos mártires. Marcionilla foi uma matrona, e Celso era o seu pequeno filho. Junto com Anastasio, Antonio, Juliano e outros sofreram o martírio em Antioquía durante a Perseguição de Diocleciano -parece, porém, que a leitura correta deve ser em Antioia , no Egito). Marcionilla e Cels eram mãe e filho; Antônio de Antioquia , sacerdote, e Anastácio de Antioquia, convertido e neófito, batizado por Antônio. Diz-se também que ali morreram os sete irmãos de Marcionilla. Eles são reverenciados como santos por várias denominações cristãs. A sua festa litúrgica é 9 de janeiro.

## Enlaces externos
- Saints Julian, Basilissa, Marcianilla, and Celsus at the Christian Iconography site site